# Acariformes
Acariformele (Acariformes) sunt un supraordin de acarieni, care nu au stigmate vizibile, iar perii tactili și chemoreceptori conțin actinochitină - un substanță organică optic activă, care posedă birefringență în lumină polarizată. Sunt descrise circa 32 000 specii, care sunt clasificate în 2 clade: Sarcoptiformes (cu 2 ordine: Astigmata, Oribatida) și Trombidiformes (cu 2 ordine: Prostigmata și Sphaerolichida).